# Razziegalan 2011
Razziegalan 2011 var den 31:a upplagan Golden Raspberry Awards och hölls 26 februari 2011. Galan hölls i vanlig ordning dagen före Oscarsgalan, och gav pris till de sämsta insatserna under 2010.

## Vinnare och nominerade
| Sämsta film | Sämsta regissör |
| --- | --- |

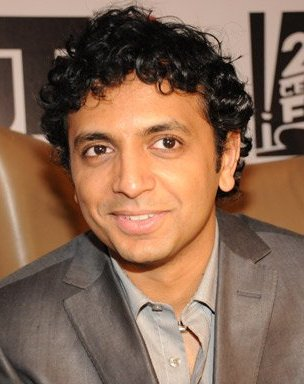
M. Night Shyamalan,
Sämsta regissör

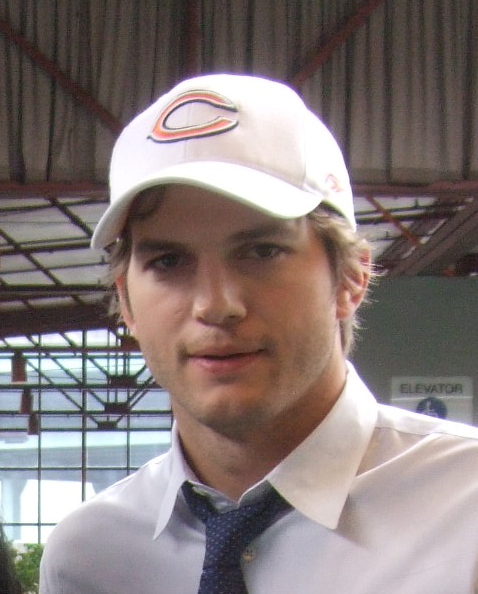
Ashton Kutcher,
Sämsta manliga skådespelare

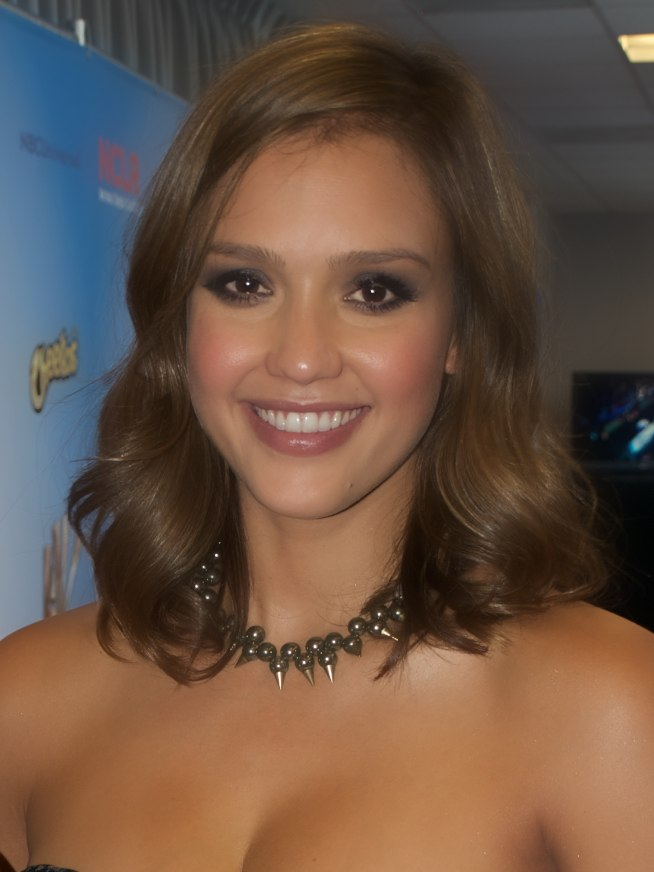
Jessica Alba,
Sämsta kvinnliga biroll

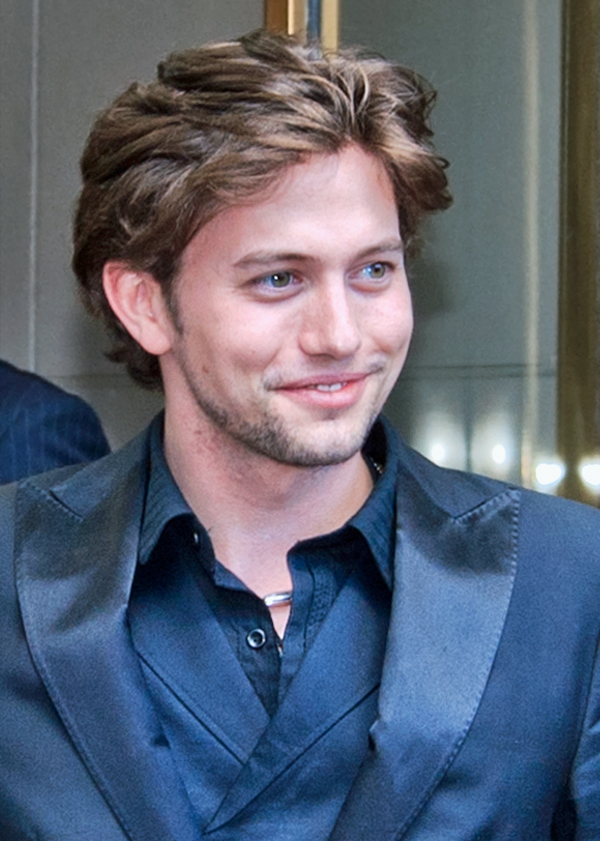
Jackson Rathbone,
Sämsta manliga biroll

| - The Last Airbender – Paramount / Nickelodeon - The Bounty Hunter – Columbia - Sex and the City 2 – New Line / HBO / Village Roadshow - The Twilight Saga: Eclipse – Summit Entertainment - Vampyrer suger – 20th Century Fox / Regency | - M. Night Shyamalan – The Last Airbender - Jason Friedberg och Aaron Seltzer – Vampyrer suger - Michael Patrick King – Sex and the City 2 - David Slade – The Twilight Saga: Eclipse - Sylvester Stallone – The Expendables                                    |
| Sämsta kvinnliga skådespelare | Sämsta manliga skådespelare |
| - De fyra "Gal Pals" (Sarah Jessica Parker, Kim Cattrall, Kristin Davis & Cynthia Nixon) – Sex and the City 2 - Jennifer Aniston – The Bounty Hunter och The Switch - Miley Cyrus – The Last Song - Megan Fox – Jonah Hex - Kristen Stewart – The Twilight Saga: Eclipse | - Ashton Kutcher – Killers och Valentine's Day - Jack Black – Gullivers resor - Gerard Butler – The Bounty Hunter - Taylor Lautner – The Twilight Saga: Eclipse och Valentine's Day - Robert Pattinson – Remember Me och The Twilight Saga: Eclipse             |
| Sämsta kvinnliga biroll | Sämsta manliga biroll |
| - Jessica Alba – The Killer Inside Me, Little Fockers, Machete och Valentine's Day - Cher – Burlesque - Liza Minnelli – Sex and the City 2 (Som sig själv) - Nicola Peltz – The Last Airbender - Barbra Streisand – Little Fockers | - Jackson Rathbone – The Last Airbender och The Twilight Saga: Eclipse - Billy Ray Cyrus – The Spy Next Door - George Lopez – Marmaduke, The Spy Next Door och Valentine's Day - Dev Patel – The Last Airbender - Rob Schneider – Grown Ups                     |
| Sämsta manus | Sämsta filmpar / Rollbesättning |
| - The Last Airbender – M. Night Shyamalan (Manus; baserat på TV-serien skapad av Michael Dante DiMartino och Bryan Konietzko) - Little Fockers – John Hamburg och Larry Stuckey - Sex and the City 2 – Michael Patrick King (Manus; baserat på TV-serien skapad av Darren Star) - The Twilight Saga: Eclipse – Melissa Rosenberg (Manus; baserat på romanen av Stephenie Meyer) - Vampyrer suger – Jason Friedberg och Aaron Seltzer | - Hela rollbesättningen i Sex and the City 2 - Jennifer Aniston och Gerard Butler i The Bounty Hunter - Josh Brolins ansikte och Megan Fox accent i Jonah Hex - Hela rollbesättningen i The Last Airbender - Hela rollbesättningen i The Twilight Saga: Eclipse |
| Sämsta prequel, nyinspelning, rip-off eller uppföljare | Värsta ögonurholkande missbruket av 3D |
| - Sex and the City 2 – New Line / HBO / Village Roadshow - Clash of the Titans – Warner Bros. - The Last Airbender – Paramount / Nickelodeon - The Twilight Saga: Eclipse – Summit Entertainment - Vampyrer suger – 20th Century Fox / Regency | - The Last Airbender – Paramount / Nickelodeon - Cats & Dogs: The Revenge of Kitty Galore – Warner Bros. - Clash of the Titans – Warner Bros. - The Nutcracker in 3D – Freestyle Releasing - Saw 3D – Lionsgate                                                 |

### Filmer med flera vinster
| Vinster | Film               |
| ------- | ------------------ |
| 5       | The Last Airbender |
| 3       | Sex and the City 2 |
| 2       | Valentine's Day    |